# Dumitru Rotaru (militar)
Dumitru Rotaru (n. 15 ianuarie 1878 - d. ?) a fost unul dintre comandanții Armatei României, care a exercitat comanda unei mari unități militare, pe timp de război, în perioada Primului Război Mondial și operațiilor militare postbelice. A îndeplinit funcții de comandant de regiment și de brigadă în campaniile din anii 1916-1919.

## Cariera militară
După absolvirea școlii militare de ofițeri cu gradul de sublocotenent, Dimitrie Rotaru a ocupat diferite poziții în cadrul unităților de artilerie sau în eșaloanele superioare ale armatei, cea mai importantă fiind cea de comandant al Regimentului 11 Infanterie. În perioada Primului Război Mondial a îndeplinit funcțiile de comandant al Regimentului 11 Infanterie 
În cadrul acțiunilor militare postbelice, a comandat Brigada 11 Infanterie, :p. 333

## Decorații
- Medalia Bărbăție și Credință, cu distincția „Campania din Bulgaria 1913” (1913)